# 富蘭克林維爾 (伊利諾伊州)
富蘭克林維爾（英語：Franklinville）是位於美國伊利諾伊州麥克亨利縣的一個非建制地區。該地的面積和人口皆未知。

## 地理
富蘭克林維爾的座標為42°16′36″N 88°30′40″W / 42.27667°N 88.51111°W，而該地的平均海拔高度為255米（即837英尺）。